# Gilberto Bernardini
Pour les articles homonymes, voir Bernardini.
Gilberto Bernardini (1906-1995) est un physicien italien.

## Biographie
Bernardini fréquente l'École normale supérieure de Pise. Il est par la suite assistant à l'université de Florence.